# Environment and Climate Change Canada
Environment and Climate Change Canada (o simplement el seu nom anterior, Environment Canada, o EC) (francès: Environnement et Changement climatique Canada), legalment incorporat com el Department of the Environment sota el Department of the Environment Act (R.S., 1985, c. E-10), és el departament governamental del Govern del Canadà amb la responsabilitat de coordinar les polítiques mediambientals i els programes com també prevenir i enaltir l'ambient natural i els recursos renovables. També el pronòstic meteorològic diari i proporcionar detallada informació meteorològica.
La seva seu central es troba a les Terrasses de la Chaudière, Gatineau, Quebec.

## Citacions
1. ↑  "Inquiry Centre." Environment Canada. Retrieved on February 4, 2011. "Inquiry Centre 351 St. Joseph Blvd. 8th Floor, Place Vincent Massey Gatineau, Quebec K1A 0H3" Address in French: "Informathèque 351, boul. St-Joseph 8e étage, Place Vincent Massey Gatineau (Québec) K1A 0H3."
2. ↑  "Contact Us." Environment Canada. Retrieved on February 4, 2011. "Address: Environment Canada Inquiry Centre 351 St. Joseph Boulevard Place Vincent Massey, 8th Floor Gatineau, Quebec." Address in French: "Environnement Canada Informathèque 351, boulevard St-Joseph Place Vincent-Massey, 8e étage Gatineau (Québec)."